# Georgi Szlavkov
Georgi Szlavkov (bolgárul: Георги Славков; Muszomista, 1958. április 11. – Plovdiv, 2014. január 21.) aranycipős, válogatott bolgár labdarúgó.

## Pályafutása

### Klubcsapatban
A Trakija Sztambolijszki csapatában kezdte a labdarúgást. 1974-ben igazolta le a Trakija Plovdiv, ahol két év múlva mutatkozott be az első csapatban. Az 1980–81-es idényben elnyerte az Aranycipőt mint a legeredményesebb európai gólkirály. Ebben a versenyben az utolsó pillanatban egy mesternégyessel előzte meg Nyilasi Tibort, akit a magyar sportsajtó már aranycipősként emlegetett. Hazájában játszott még a CSZKA Szofija együttesében is, amellyel egy bajnoki címet és két kupa győzelmet szerzett. Szerepelt a francia Saint-Étienne és a portugál Chaves csapataiban is. 1993-ban a Botev Plovdiv csapatában fejezte be az aktív labdarúgást.

### A válogatottban
1978 és 1984 között 30 alkalommal szerepelt a bolgár válogatottban és 12 gólt szerzett.

## Sikerei, díjai
CSZKA Szofija
- Bolgár bajnokság
  - bajnok: 1982–83
  - gólkirály: 1982–83 (31 gól)
- Bolgár kupa
  - győztes: 1983, 1985
- Európai aranycipő
  - aranycipős: 1982–83 (31 gól)